# Aeródromo La Playa
El Aeródromo La Playa (OACI: SCLY) es un terminal aéreo ubicado a 300 metros al sureste de la Planta de Arauco de Celulosa Arauco y Constitución, próximo a las localidades de Arauco y Laraquete en la Provincia de Arauco, Región del Bio Bio, Chile. Es de propiedad de Celulosa Arauco y Constitución.